# Баттист, Жаклин
Жаклин Баттист (англ. Jacqueline Batteast; род. 26 марта 1983 года, Саут-Бенд, штат Индиана, США) — американская профессиональная баскетболистка, выступавшая в женской национальной баскетбольной ассоциации. Была выбрана на драфте ВНБА 2005 года во втором раунде под общим семнадцатым номером клубом «Миннесота Линкс». Играла в амплуа тяжёлого форварда.

## Ранние годы
Жаклин родилась 26 марта 1983 года в городе Саут-Бенд (штат Индиана), дочь Уэйна Баттиста, является старшей в семье из трёх детей, а училась там же в средней школе Вашингтон, в которой выступала за местную баскетбольную команду.